# Конец (Кичменгско-Городецкий район)
Конец — деревня в Кичменгско-Городецком районе Вологодской области.
Входит в состав Енангского сельского поселения, с точки зрения административно-территориального деления — в Нижнеенангский сельсовет.
Расстояние по автодороге до районного центра Кичменгского Городка составляет 42 км, до центра муниципального образования Нижнего Енангска — 14 км. Ближайшие населённые пункты — Слободка, Чешковщина, Рыбино.
Население по данным переписи 2002 года — 24 человека (6 мужчин, 18 женщин). Преобладающая национальность — русские (92 %).

## Население
| 2010 |
| ---- |
| 11   |